# بائواستیل

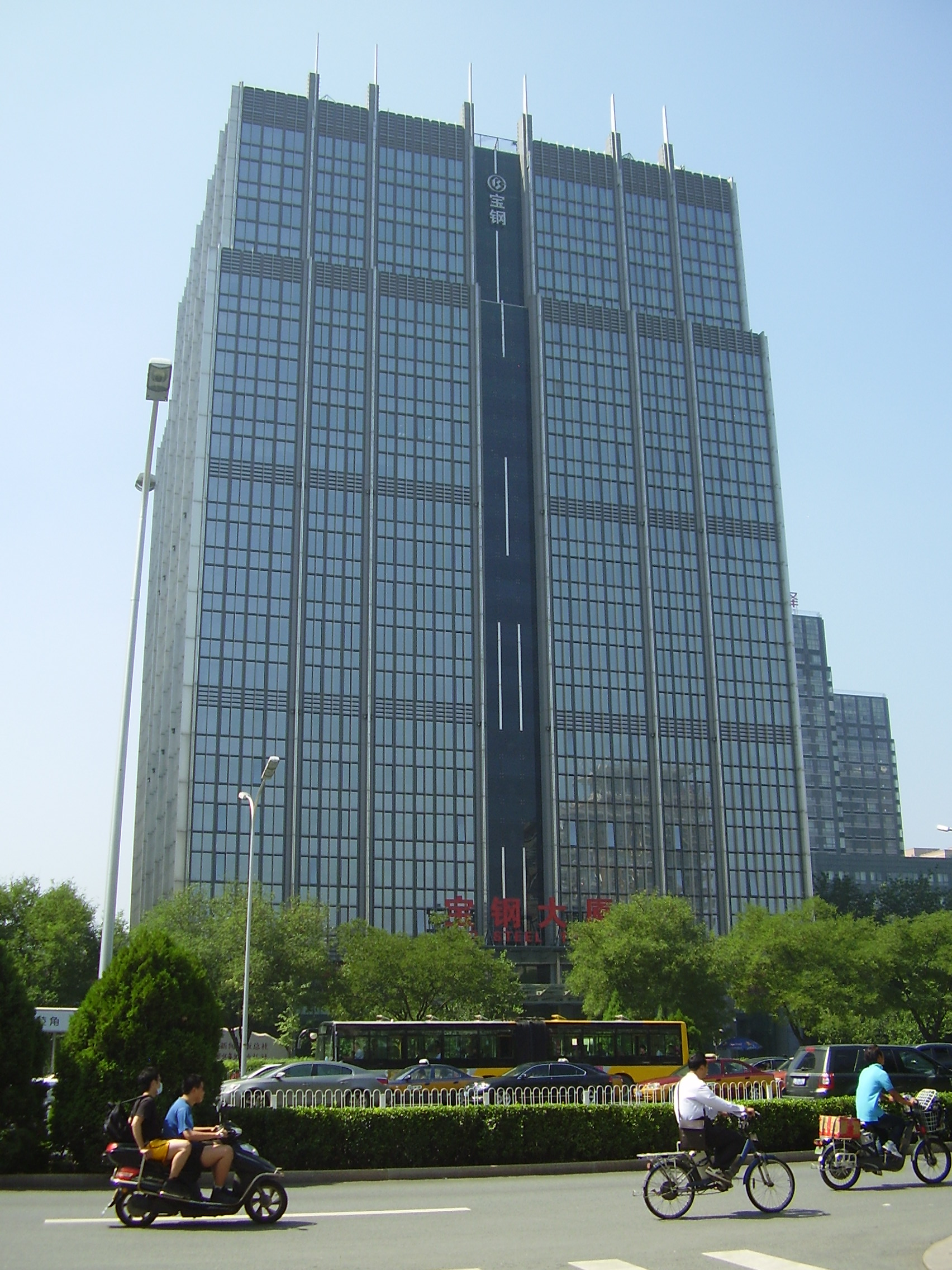
ساختمان اداری بائواستیل در برج بائواستیل، پکن

بائواستیل (به انگلیسی: Baowu) شرکت دولتی فولاد چینی است، که دفتر مرکزی آن در شهر شانگهای قرار دارد.
شرکت بائواستیل در سال ۱۹۷۸ تأسیس شد و هم‌اکنون با تولید ۵۹ میلیون تن فولاد در سال به‌عنوان چهارمین تولید کننده فولاد جهان شناخته می‌شود. بخشی از سهام این شرکت در بازار بورس شانگهای معامله می‌شود و بزرگترین سهام‌دار آن نیز دولت چین است.